# Train de nuit pour Munich
Pour plus de détails, voir Fiche technique et Distribution.
Train de nuit pour Munich (Night Train to Munich) est un film d'espionnage britannique réalisé par Carol Reed en 1940.

## Synopsis
Le 3 septembre 1939 à Prague — juste avant la déclaration de guerre —, le professeur Axel Bomasch, inventeur d'un procédé de blindage, ne voulant pas que sa trouvaille tombe aux mains de l'Allemagne nazie, parvient à s'enfuir à Londres, mais laisse derrière lui sa fille Anna, arrêtée par la Gestapo et envoyée en camp de concentration. Là, elle rencontre Karl Marsen, prisonnier comme elle. Ils parviennent à s'évader et à gagner Londres à leur tour. Par l'intermédiaire d'un agent des services secrets britanniques, Gus Bennett, la jeune femme retrouve son père, mais Karl, en réalité un officier nazi, kidnappe les Bomasch qui sont transférés à Berlin. Gus se rend alors dans la capitale du Reich, sous l'identité d'un officier allemand du Génie — il est germanophone —, pour tenter de ravir Anna et le professeur à la Gestapo et de les ramener en Angleterre.

## Fiche technique
- Titre original : Night Train to Munich
- Scénario : Sidney Gilliat et Frank Launder, d'après une histoire de Gordon Wellesley
- Assistant réalisateur : Roy Ward Baker (non crédité)
- Photographie : Otto Kanturek
- Direction artistique : Vetchinsky
- Montage : R.E. Dearing
- Musique et direction musicale : Louis Levy
- Producteur : Edward Black, pour Twentieth Century Fox
- Format : Noir et Blanc - 91 min
- Genre : Thriller, Espionnage

## Distribution
- Margaret Lockwood : Anna Bomasch
- Rex Harrison : Gus Bennett
- Paul von Henried : Karl Marsen
- Basil Radford : Charters
- Naunton Wayne : Caldicott
- James Harcourt : le professeur Axel Bomasch
- Felix Aylmer : le docteur Fredericks
- Wyndham Goldie : Dryton
- Roland Culver : Roberts
- Eliot Makeham : Schwab
- Raymond Huntley : Kampenfeldt
- Austin Trevor : le capitaine Prada
- Kenneth Kent : le contrôleur
- C.V. France : l'amiral Hassinger
- Fritz Valk : un officier de la Gestapo
- Morland Graham : l'employé du téléphérique
- Albert Lieven : un garde du camp de concentration
- Howard Marion-Crawford : un officier allemand contrôlant les passeports

## Autour du film
On retrouvera dans le film Quand les aigles attaquent de Brian G. Hutton, sorti en 1968, une séquence où des personnes prennent la fuite en téléphérique pour échapper à leurs poursuivants nazis.

## Analyse
Cette réalisation de Carol Reed mêlant aventures, espionnage et humour très british, est une rareté de qualité qui n'est pas sans rappeler Une femme disparaît (1938). Les « ingrédients » sont les mêmes : une partie des intrigues respectives se déroule  dans un train, à l'étranger (d'un point de vue britannique) et dans le contexte d'une dictature. Les deux films bénéficient du talent des mêmes scénaristes, Sidney Gilliat et Frank Launder. De plus, on retrouve, dans Train de nuit pour Munich, trois des acteurs du film d'Alfred Hitchcock : d'une part Margaret Lockwood ; d'autre part, Basil Radford et Naunton Wayne qui reprennent leur duo comique d'amateurs de cricket et de golf, Charters et Caldicott. Ces deux personnages ont toujours l'intellect parfois lent, le patriotisme indéfectible, et l'absolue certitude qu'un Britannique ne doit être traité qu'en gentleman, ce en quoi les nazis les décevront considérablement. Enfin, on remarquera dans les deux films l'usage récurrent de maquettes animées (dont des modèles réduits de trains) utilisés pour les plans panoramiques : c'est en particulier le cas dans la scène de l'évasion du camp de concentration.
Le film s'achève sur une scène de combats et d'acrobaties dans un téléphérique, également tournée avec des maquettes.
Par son flegme, son audace, son engagement physique et le charme qu'il déploie, Bennett n'est pas sans préfigurer le futur James Bond.